# Himi, Toyama
Himi (冰見市 (Băng Kiến thị) Himi-shi) là một thành phố thuộc tỉnh Toyama, Nhật Bản.